# Brenden Dillon
Brenden Dillon, född 13 november 1990, är en kanadensisk professionell ishockeyback som spelar för Washington Capitals i NHL. 
Han har tidigare spelat på NHL-nivå för San Jose Sharks och Dallas Stars och på lägre nivåer för Texas Stars i AHL och Seattle Thunderbirds i WHL.
Dillon blev aldrig NHL-draftad.

## Statistik
| 2006–2007  | Hope Icebreakers     | PIJHL      | 45  | 4  | 27 | 31  | 38  | 2  | 0 | 0 | 0 | 0  |
| 2007–2008  | Seattle Thunderbirds | WHL        | 71  | 1  | 10 | 11  | 54  | 12 | 0 | 2 | 2 | 21 |
| 2008–2009  | Seattle Thunderbirds | WHL        | 70  | 0  | 10 | 10  | 68  | 5  | 0 | 1 | 1 | 6  |
| 2009–2010  | Seattle Thunderbirds | WHL        | 67  | 2  | 12 | 14  | 101 | —  | — | — | — | —  |
| 2010–2011  | Seattle Thunderbirds | WHL        | 72  | 8  | 51 | 59  | 139 | —  | — | — | — | —  |
|            | Texas Stars          | AHL        | 10  | 0  | 0  | 0   | 8   | 6  | 0 | 2 | 2 | 7  |
| 2011–2012  | Dallas Stars         | NHL        | 1   | 0  | 0  | 0   | 0   | —  | — | — | — | —  |
|            | Texas Stars          | AHL        | 76  | 6  | 23 | 29  | 97  | —  | — | — | — | —  |
| 2012–2013  | Dallas Stars         | NHL        | 48  | 3  | 5  | 8   | 65  | —  | — | — | — | —  |
|            | Texas Stars          | AHL        | 37  | 3  | 11 | 14  | 45  | —  | — | — | — | —  |
| 2013–2014  | Dallas Stars         | NHL        | 80  | 6  | 11 | 17  | 86  | 2  | 0 | 0 | 0 | 0  |
| 2014–2015  | Dallas Stars         | NHL        | 20  | 0  | 1  | 1   | 23  | —  | — | — | — | —  |
|            | San Jose Sharks      | NHL        | 60  | 2  | 7  | 9   | 54  | —  | — | — | — | —  |
| 2015–2016  | San Jose Sharks      | NHL        | 76  | 2  | 9  | 11  | 61  | 24 | 0 | 2 | 2 | 11 |
| 2016–2017  | San Jose Sharks      | NHL        | 81  | 2  | 8  | 10  | 60  | 6  | 0 | 1 | 1 | 4  |
| 2017–2018  | San Jose Sharks      | NHL        | 81  | 5  | 17 | 22  | 60  | 10 | 0 | 4 | 4 | 32 |
| 2018–2019  | San Jose Sharks      | NHL        | 82  | 1  | 21 | 22  | 61  | 20 | 0 | 2 | 2 | 24 |
| 2019–2020  | San Jose Sharks      | NHL        | 40  | 1  | 9  | 10  | 52  | —  | — | — | — | —  |
| NHL totalt | NHL totalt           | NHL totalt | 569 | 22 | 88 | 110 | 522 | 62 | 0 | 9 | 9 | 71 |
| AHL totalt | AHL totalt           | AHL totalt | 123 | 9  | 34 | 43  | 150 | 6  | 0 | 2 | 2 | 7  |
| WHL totalt | WHL totalt           | WHL totalt | 280 | 11 | 83 | 94  | 362 | 17 | 0 | 3 | 3 | 27 |

### Internationellt
| Källa: Uppdaterad: 2019-12-31 | Källa: Uppdaterad: 2019-12-31 | Källa: Uppdaterad: 2019-12-31 |         | Utv = Utvisningsminuter | Utv = Utvisningsminuter | Utv = Utvisningsminuter | Utv = Utvisningsminuter | Utv = Utvisningsminuter |
| År                            | Lag                           | Mästerskap                    | Matcher | Mål                     | Assists                 | Poäng                   | Utv                     |                         |
| ----------------------------- | ----------------------------- | ----------------------------- | ------- | ----------------------- | ----------------------- | ----------------------- | ----------------------- | ----------------------- |
| 2013                          | Kanada                        | VM                            | 8       | 1                       | 0                       | 1                       | 0                       |                         |
| Senior totalt                 | Senior totalt                 | Senior totalt                 | 8       | 1                       | 0                       | 1                       | 0                       |                         |